# Atrya
 (novembre 2013).
Atrya est un groupe international dans les métiers de la menuiserie (fenêtres, portes, volets, portes de garage, vérandas) et des énergies nouvelles. Anciennement groupe Tryba, ce dernier change de nom en 2004 pour Atrya.

## Historique
L'entreprise étend très vite ses activités de menuiserie et plusieurs marques sont créées ou acquises  entre 1984 et 2000 : Soprofen (volets roulants), Norba (menuiseries intérieures et extérieures pour les chantiers) et AMCC (menuiseries pour les professionnels).
Tryba propose aussi des gammes destinées aux constructions neuves. Les menuiseries sont commercialisées grâce à son propre réseau de concessionnaires dans toute la France.
En 2004, le groupe s’engage dans les énergies renouvelables[Quoi ?],. 
L'activité véranda et les portes de garage viennent compléter l'offre du groupe en 2007.
En octobre 2018, le groupe Atrya a cédé sa division Fermetures (volets roulants et portes de garage) au groupe Bouyer Leroux,.
En 2019, le groupe poursuit sa mutation. Le Directeur de la branche BtoB devient actionnaire majoritaire de sa division. ATRYA conserve une participation de 49%.
En Décembre, ATRYA se porte acquéreur de 49% du groupe CAIXIAVE, 1er fabricant portugais de fenêtres PVC (300 collaborateurs, 30M€ CA).
En 2020, le groupe rachète FCA[source insuffisante] spécialiste depuis 32 ans dans la rénovation de maisons individuelles avec les métiers suivants : isolation thermique par l’extérieur, ravalement de façades, bardage, isolation des combles, VMC. C’est la naissance d’ISOLATION by TRYBA[source insuffisante].
En 2022, démarrage de la production de vitrages isolants et de fenêtres via le site de production ACWIN basé au Portugal.